# David Balfe
David Balfe (Carlisle, 1958) è un musicista inglese.
È noto per aver suonato le tastiere nei Teardrop Explodes, aver fondato le etichette discografiche Zoo e Food, aver scritturato i Blur e per essere stato il soggetto del loro primo singolo di successo  "Country House".

## Biografia
David Balfe crebbe nel Merseyside, dove suonò con alcune band di Liverpool alla fine degli anni '70, quali i Big in Japan, Dalek I Love You ed i Teardrop Explodes. Suonò anche le tastiere e co-produsse i primi album degli Echo & the Bunnymen e dei Teardrop Explodes, lavorando anche come manager di entrambe le band insieme a Bill Drummond.

## Zoo records
Balfe e Drummond si erano conosciuti quando suonavano insieme nei Big in Japan. Fondarono la Zoo records in 1978 allo scopo di realizzare l'EP postumo dei Big in Japan From Y to Z and Never Again. L'etichetta realizzerà poi anche i primi lavori dei Teardrop Explodes e degli Echo & the Bunnymen.
Balfe and Drummond realizzarono anche alcuni dischi come Lori and The Chameleons – sempre sulla label Zoo.

## The Teardrop Explodes
Ha suonato le tastiere nel loro singolo di successo 'Reward', e nei due album, 'Kilimanjaro' (1980) & 'Wilder' (1981).
Dopo lo scioglimento dei Teardrop Explodes, Balfe si trasferì a Londra dove lavorò come manager delle Strawberry Switchblade e dei Brilliant  (la band post-Killing Joke). Successivamente fondò l'etichetta Food nel 1984.

## Food records
La Food, inizialmente fondata dal solo Balfe, scritturò Voice of the Beehive, Zodiac Mindwarp, Crazyhead, e Diesel Park West, prima di firmare un accordo con la EMI per la distribuzione del materiale in tutto il mondo.
Successivamente scritturò i Jesus Jones e, dopo alcuni anni, i Blur.
Balfe, insieme ad Andy Ross, che nel frattempo gli si era affiancato nella amministrazione della Food, convinse il gruppo a cambiare il nome da 'Seymour' a Blur nel 1989.
Balfe vendette la Food alla EMI nel 1994.

## In seguito
Dopo due anni di vita ritirata in campagna, Balfe ritorno al music business lavorando prima per la Sony Music dal 1996 al 1999 come general manager quindi per la A&R. Il suo maggior successo, in quel periodo, fu Kula Shaker.
Nel giugno 2010 egli ha ricevuto dalla Mojo Magazine l'Inspiration Award per conto dei Teardrop Explodes. È stato presentato da Alex James dei Blur.